# Elaphria ensina
Elaphria ensina là một loài bướm đêm trong họ Noctuidae.